# Cyphon setulipennis
Cyphon setulipennis es una especie de coleóptero de la familia Scirtidae.

## Distribución geográfica
Habita en el estado de Nueva York (Estados Unidos).